# مسجد جامع ریوند
مسجد جامع ریوند مربوط به اواخر دوره قاجار است و در شهرستان داورزن، بخش باشتین، دهستان باشتین، ۳۵ کیلومتری غرب روستای ریوند واقع شده و این اثر در تاریخ ۱۸ اسفند ۱۳۸۷ با شمارهٔ ثبت ۲۴۹۹۷ به‌عنوان یکی از آثار ملی ایران به ثبت رسیده است.